# Conflit (film, 1938)
Pour les articles homonymes, voir Conflit.
Pour plus de détails, voir Fiche technique et Distribution.
Conflit est un film français de Léonide Moguy sorti en 1938.

## Synopsis
Catherine tire deux coups de revolver sur sa sœur Claire, la blessant légèrement. Le juge chargé de l'instruction tente de découvrir les raisons de ce geste, mais se heurte au silence des deux sœurs. Peu à peu, un lourd secret se révèle.

## Fiche technique
- Réalisateur : Léonide Moguy, assisté de Jacques Rémy
- Scénario : Léonide Moguy, Charles Gombault, Hans Wilhelm d'après le roman Les sœurs Kleh de Gina Kaus
- Décors : Maurice Colasson et Georges Wakhévitch
- Photographie : André Bac et Theodore J. Pahle
- Musique : Jacques Ibert et Wal Berg
- Montage : Borys Lewin
- Pays de production :  France
- Format :  Son mono - Noir et blanc - 35 mm  - 1,37:1
- Genre : Film dramatique
- Durée : 94 minutes
- Date de sortie :
  - France :  21 décembre 1938

## Distribution
- Annie Ducaux : Catherine Laffont
- Marguerite Pierry : Marguerite Angel
- Jacques Copeau : Le juge Brissac
- Armand Bernard : Le greffier du juge
- Raymond Rouleau : Michel Laffont, le mari de Catherine
- Claude Dauphin : Gérard, l'amant de Claire
- Corinne Luchaire : Claire Buisson, la jeune sœur de Catherine.
- Roger Duchesne : Robert, le fiancé de Claire
- Marcel Dalio : L'usurier
- Pauline Carton : Pauline, la bonne des Laffont
- Léon Belières : M. Buisson, le père de Claire et Catherine

acteurs non crédités : 
- Léon Arvel : L'avocat
- Eddy Debray : Le médecin
- Annie France : Annie-France
- Claire Gérard : La veuve Rabas, l'aubergiste
- Charles Lemontier : Louis
- Franck Maurice : un gendarme
- Serge Reggiani
- Philippe Richard : Le chirurgien
- Raymond Rognoni : Le médecin-accoucheur
- Madeleine Sologne :  Juliette, la bonne des Laffont
- Madeleine Suffel : La sœur de Marguerite
- Jean-Claude : Jean-Claude Thissé, le fils de Catherine
- Pâquerette : la concierge de la veuve Rabas
- Jenny Hecquet